# Akutes cholinerges Syndrom
Ein Akutes cholinerges Syndrom (auch muskarinerges Syndrom) ist ein krankhafter Zustand des vegetativen Nervensystems, bei dem der
Nervus vagus (Parasympathikus) überstimuliert wird.

## Ursache
Meist tritt das Syndrom als Folge von unerwünschten Arzneimittelwirkungen bzw. Vergiftungen, aber auch nach Insektenstichen auf, siehe Acetylcholin in Tier- und Pflanzengiften.
Es kann als vorübergehende Nebenwirkung bei Gabe des in der Chemotherapie verwendeten  Irinotecan auftreten.
Ferner können Pestizide sowie Nervenkampfstoffe wie Sarin zu einem akuten cholinergen Syndrom führen.

## Klinische Erscheinungen
Die Symptome sind:
- Durchfall
- Schwitzen
- Bauchschmerzen
- tränende Augen
- Sehstörungen mit engen Pupillen
- vermehrter Speichelfluss
- Schüttelfrost
- Bindehautentzündungen
- Blutgefäßerweiterung mit niedrigem Blutdruck
- Benommenheit, Unwohlsein, Schwindel

Die Häufigkeit des Auftretens bei onkologischer Behandlung wird mit 1 % angegeben.

## Therapie
Die Behandlung erfolgt durch Atropin, welches allerdings lediglich ein partielles Gegengift (Antidot) darstellt, da Atropin hauptsächlich an den muskarinergen Acetylcholinrezeptoren bindet, jedoch nicht an den nikotinischen Acetylcholinrezeptoren.